# گورنگی ستایواتس
گورنگی ستایواتس (به صربی: Gornji Stajevac) یک منطقهٔ مسکونی در صربستان است که در ترگوویشته واقع شده‌است. گورنگی ستایواتس ۱۶۰ نفر جمعیت دارد.